# Luiz Maranha
Luiz Maranha foi um político brasileiro do estado de Minas Gerais. Foi deputado estadual em Minas Gerais pelo PTN de 1947 a 1951 e de 1951 a 1955.